# Ni no Kuni: Dominion of the Dark Djinn
Ni no Kuni: Dominion of the Dark Djinn (二ノ国 漆黒の魔導士, Ni no Kuni: Shikkoku no Madōshi) é um jogo eletrônico de RPG desenvolvido e publicado pela Level-5. É o primeiro título da série Ni no Kuni e foi lançado exclusivamente para Nintendo DS em dezembro de 2010 apenas no Japão. A história acompanha Oliver, um menino que parte em uma jornada para poder salvar sua mãe. A jogabilidade é vista a partir de uma perspectiva de terceira pessoa, com os jogadores podendo entrar em batalhas e usar habilidades mágicas e criaturas conhecidas como "imajinn", que podem ser capturadas e domadas.
O desenvolvimento de Dominion of the Dark Djinn começou em 2008 com o objetivo de celebrar o aniversário de dez anos da Level-5. As sequências de animação foram produzidas pela Studio Ghibli, com a trilha sonora sendo composta por Joe Hisaishi. O estilo artístico geral foi inspirado pelas produções cinematográficas do Studio Ghibli. O desenvolvimento do personagem de Oliver foi um grande foco, que tinha a intenção de fazer crianças simpatizarem com ele e adultos lembrarem de sua infância. Foi decidido desenvolver o título para Nintendo DS por a equipe sentir que a jogabilidade se encaixava melhor nesse console.
O jogo foi anunciado em setembro de 2008 e foi muito antecipado. Dominion of the Dark Djinn foi muito bem recebido pela crítica especializada, que elogiou particularmente sua narrativa, estilo artístico e música. O título também teve um bom desempenho comercial, vendendo mais de 170 mil unidades em sua primeira semana e alcançando 560 mil cópias até o final de 2011. Uma recriação aprimorada intitulada Ni no Kuni: Wrath of the White Witch foi desenvolvida pela Level-5 e lançada para PlayStation 3 em novembro de 2011, contendo elementos de jogabilidade e história similares ao original.